# Kermia apicalis
Kermia apicalis is een slakkensoort uit de familie van de Raphitomidae. De wetenschappelijke naam van de soort is voor het eerst geldig gepubliceerd in 1861 door Montrouzier in Souverbie.